# Клюндикова, Мария Алексеевна
Мария Алексеевна Клюндикова (в девичестве Вадеева, род. 16 июля 1998 года в Москве, Россия) — российская профессиональная баскетболистка, выступающая за клуб «Миннесота Линкс».

## Карьера
Родилась 16 июля 1998 года в Москве, где и начала заниматься баскетболом в 2006 году под руководством мамы — Ольги Леонидовны.
С 10 лет выступает в системе ЖБК «Спарта&К». Вместе с командой 5 раз становилась чемпионкой России среди девушек 1998 года рождения. В 2014 и 2015 годах становилась чемпионкой Первенства России среди молодёжных команд Премьер-лиги и была признана лучшей центровой молодёжного чемпионата России-2014. Чемпионка Восточно-Европейской юношеской баскетбольной лиги.
В августе 2013 года в составе сборной команды девушек до 16 лет заняла 6 место на чемпионате Европы и была включена в символическую сборную турнира.
В августе 2014 года в составе сборной команды девушек до 16 лет стала чемпионом Европы, была признана лучшим игроком турнира.
В январе 2015 года стала победителем конкурса "Юниор года" по версии журнала «Юниорспорт».
В июле 2015 года в составе сборной команды девушек до 19 лет (главный тренер Дмитрий Донсков) стала серебряным призёром чемпионата мира по баскетболу среди девушек до 19 лет (Чехов, Видное Московская область).
Летом 2016 года Мария подписала контракт с курским «Динамо».
В июле 2017 года Мария выиграла проходивший в Италии чемпионат мира среди девушек до 19 лет в составе сборной России под руководством Александра Ковалёва. В финале российские девушки победили американок со счётом 86:82, а Мария набрала 26 очков и совершила 18 подборов.

## Достижения
- - чемпион Евролиги (2017, 2019, 2021)
  - обладатель Суперкубка Европы (2017, 2018, 2019)
  - бронзовый призер Евролиги (2018)
  - серебряный призер чемпионата России (2017, 2018, 2022)
  - обладатель Кубка России (2017/2018, 2018)
  - обладатель Кубка УГМК (2018)
  - серебряный призер Кубка России (2015, 2015/2016, 2016/2017, 2019)
  - чемпион мира U19 (2017)
  - Почетный знак отличия "За заслуги перед Уральской горно-металлургической компанией" I степени (2018)
  - чемпион России (2019-2021)
  - обладатель Суперкубка России (2021)
  - серебряный призер Суперкубка Европы (2021)